# Хуан Монхардін
Хуан Монхардін (ісп. Juan Monjardín, нар. 24 квітня 1903, Ла-Корунья — пом. 13 листопада 1950) — іспанський футболіст, що грав на позиції нападника.
Виступав, зокрема, за клуб «Реал Мадрид», а також національну збірну Іспанії.

## Клубна кар'єра
Розпочав футбольну кар'єру в клубі «Расінг» (Мадрид), а наприкінці сезону 1918/19 років приєднався до молодіжної команди мадридського «Реала». Незважаючи на свій юний вік та ранній дебют у футболці головної команди клубу вже того ж сезону в Чемпіонаті Центрального Регіону, він дуже швидко став одним з провідних нападників того часу. 
На той час окремо проводилися Чемпіонат Центрального Регіону та Чемпіонат Іспанії — відомий як Копа дель Рей — були єдиними офіційними футбольними змаганнями в Іспанії, в цих турнірах Хуан звбив 55 м'ячів у 74-ох зіграних матчах і став одним з найкращих нападників мадридського клубу. Станом на 1929 рік у свої 26 років Монхардін став другим найкращим бомбардиром в історії «Реала», на той час найкращим бомбардиром мадридського клубу був партнер Хуана по команді, Сантьяго Бернабеу. Цього ж року до клубу прибули ще два атакувальні гравці, які згодом також увійшли в історії клубу, валенсієць Гаспар Рубіо та наваррець Хайме Ласкано, які врешті-решт витіснили зі складу легендарного бомбардира.
У 1929 році разом з 19-ма іншими гравцями зіграв лише 1 матч у першому розіграші вищого дивізіону іспанського чемпіонату.
У 1943 році, через декілька років після завершення кар'єри, організував товариський матч між мадридським клубом та «Барселоною», який завершився з рахунком 1:0.
Помер 13 листопада 1950 року на 48-му році життя.

## Виступи за збірну
17 грудня 1922 року в Лісабоні дебютував у складі національної збірної Іспанії в матчі проти Португалії. Протягом кар'єри у національній команді, яка тривала 3 роки, провів у формі головної команди країни лише 4 матчі, забивши 3 голи.
Був учасником футбольного турніру на Олімпійських іграх 1924 року.